# Riverdale (Utah)
Riverdale és una població dels Estats Units a l'estat de Utah. Segons el cens del 2000 tenia 7.656 habitants.

## Demografia
Segons el cens del 2000, Riverdale tenia 7.656 habitants, 2.806 habitatges, i 2.045 famílies. La densitat de població era de 665,8 habitants per km².
Dels 2.806 habitatges en un 36,2% hi vivien nens de menys de 18 anys, en un 57,8% hi vivien parelles casades, en un 11% dones solteres, i en un 27,1% no eren unitats familiars. En el 22,3% dels habitatges hi vivien persones soles el 5,8% de les quals corresponia a persones de 65 anys o més que vivien soles. El nombre mitjà de persones vivint en cada habitatge era de 2,73 i el nombre mitjà de persones que vivien en cada família era de 3,21.
Per edats la població es repartia de la següent manera: un 28,2% tenia menys de 18 anys, un 14,2% entre 18 i 24, un 28,2% entre 25 i 44, un 20,5% de 45 a 60 i un 8,9% 65 anys o més.
L'edat mediana era de 29 anys. Per cada 100 dones de 18 o més anys hi havia 98,1 homes.
La renda mediana per habitatge era de 44.375 $ i la renda mediana per família de 49.453 $. Els homes tenien una renda mediana de 32.389 $ mentre que les dones 23.635 $. La renda per capita de la població era de 18.627 $. Entorn del 6,9% de les famílies i el 8,8% de la població estaven per davall del llindar de pobresa.

## Poblacions més properes
El següent diagrama mostra les poblacions més properes.